# Notte e giorno
Notte e giorno (Night and Day) è un romanzo di Virginia Woolf, pubblicato la prima volta il 20 ottobre 1919. Ambientato a Londra, esso racconta la vita quotidiana delle due amiche Katharine Hilbery e Mary Datchet. Il romanzo esamina i loro rapporti tra amore, matrimonio, felicità e successo.
Dialogo, descrizioni, pensieri e azioni sono utilizzati in pari importo, a differenza del successivo libro della Woolf Gita al faro. Sono presenti quattro personaggi principali (Katharine Hilbery, Mary Datchet, Ralph Denham, e William Rodney). La trama si occupa di questioni quali il suffragio femminile, se l'amore e il matrimonio possono coesistere, e se il matrimonio è necessario per la felicità. I motivi di tutto il libro comprendono il cielo e le stelle, il Tamigi, e le passeggiate; inoltre molto dell'opera prende riferimento dagli scritti di William Shakespeare, in particolare da Come vi piace.

## Personaggi

### Katharine Hilbery
Katharine Hilbery è una protagonista. Nipote di un indistinto e fittizio poeta, si presenta come parte di una classe privilegiata. Anche se lei è premiata per le sue doti letterarie, Katharine segretamente preferisce la matematica alla letteratura. All'inizio del romanzo Katharine è fidanzata con William Rodney; ma alla fine accetta di sposare Ralph Denham. La madre di Katharine svolge un ruolo significativo nella vita della figlia, mentre il padre, il signor Hilbery, è visto solo una volta. Sebbene Mary e Katharine siano i principali caratteri femminili non interagiscono tra loro quasi mai. Katharine è una persona molto solitaria, e il conflitto tra il matrimonio e l'indipendenza è evidente in lei.

### Ralph Denham
Un avvocato che ha di tanto in tanto pubblicato articoli del padre di Katherine, Ralph Denham è in costante perseguimento della ragazza. Più volte cammina impettito attraverso le strade di Londra, passando spesso davanti alla casa di lei sperando di vederla. Il rapporto di Ralph con William Rodney è relativamente formale, mentre Ralph quello con Mary è molto più amichevole. A un certo punto nella storia Ralph si rende conto di essere innamorato di Mary e si propone, ma alla fine capisce di amare davvero soltanto Katharine.

### Mary Datchet
Mary Datchet, figlia di un vicario del paese, è un lavoratore a suffragio della città. Anche se avrebbe potuto vivere comodamente senza lavorare sceglie il lavoro. Mary può essere considerata come un parallelo della figura della stessa autrice Virginia Woolf, come specificato in Una stanza tutta per sé e in altri saggi femministi. La vita romantica di Mary è di breve durata e non ha successo. 
Lei si innamora selvaggiamente di Ralph Denham, e desidera spostare verso il paese con lui. Tuttavia, quando egli propone, lei lo respinge giudicandolo non sincero. Invece decide di partire per l'America. Mary serve anche come uno sbocco emotivo per i personaggi, in particolare per Ralph e Katharine. Ogni volta che i due o gli altri personaggi hanno bisogno di qualcuno per rivelare il loro amore o la loro angoscia vanno a prendere il tè da lei.

### William Rodney
Rodney è un poeta in erba e la gente spesso ascolta le sue mediocri opere. È il primo interesse romantico di Katharine, ma è attratto soprattutto da lei per lo status del nonno di uno dei maggiori lirici inglesi. Rodney spesso cerca di impressionare Katharine. Dopo che la ragazza fugge da lui il poeta si interessa a Cassandra Otway, cugina di Katharine. Mentre Katharine rappresenta la nuova generazione di idee sul matrimonio, Cassandra rappresenta la vecchia, Vittoriana concezione dell'unione matrimoniale: la donna serve l'uomo. Alla fine del libro, Rodney si impegna con Cassandra.

### Edizioni italiane
- Notte e giorno, traduzione di Luisa Quintavalle Theodoli, Milano, Edizioni Librarie Italiane, 1957.
- Notte e giorno, traduzione di Maria Vittoria Malvano, Nota di Nadia Fusini, Torino, La Rosa, 1982.
- Notte e giorno, traduzione di Maria Vittoria Malvano, Collana Supercoralli, Torino, Einaudi, 1987, ISBN 978-88-06-59886-0.
- Pietro Meneghelli (a cura di), Notte e giorno, Introduzione di Armanda Guiducci, Collana Grandi Tascabili Economici n.384, Roma, Newton & Compton, 1996, ISBN 978-88-54-13489-8.
- Notte e giorno. Lo splendido affresco di un'amicizia tra due donne, traduzione di Giorgio Arosi, Nobel, 2011, ISBN 978-88-97-50207-4.
- Notte e giorno, traduzione di Paola Artioli, Collana Grande Biblioteca, Santarcangelo di Romagna, Rusconi, 2019, ISBN 978-88-180-3426-4.

### Edizioni in lingua inglese
- (EN) Virginia Woolf, Night and Day, New York, Harcourt ; Brace, 1920. URL consultato il 16 aprile 2015.